# Амвросий (Катамадзе)
Мона́х Амвро́сий (груз. ამბროსი, в миру Алекса́ндр Три́фонович Катама́дзе, груз. ალექსანდრე ტრიფონის ძე ქათამაძე; 22 июля 1942, Ткибули — 27 ноября 2008, Тбилиси) — лишённый сана епископ Грузинской православной церкви, деятель неканонического православия в России в 1990-е годы.

## Биография
Родился 22 июля 1942 года в деревне Менхори в Ткибульском районе Грузинской ССР.
Окончил среднюю школу в Кутаиси, проходил срочную службу в Советской армии.
Поступил в Мцхетскую духовную семинарию, затем перешёл в Московскую духовную семинарию, которую окончил в 1969 году.
В 1971 году митрополитом Урбнийский Давидом (Девдериани) был рукоположён в сан диакона, а в 1973 году митрополитом Кутаисско-Гаэтанским и Чкондидельским Романом (Петриашвили) рукоположён в сан священника.
В 1977—1980 годы обучался в Московской духовной академии.
10 августа 1979 года пострижен в монашество с именем Амвросий, а на следующий день был возведён в сан архимандрита.

### Епископ Грузинской православной церкви
13 августа того же года состоялась его хиротония во епископа Никорцминдского.
В 1980 году назначен управляющим Ахалцихской и Самцхе-Джавахетской епархии, но в 1981 году возвращён на Никорцминдскую епархию.
В 1981 году завершил учёбу в Академии и защитил дипломную работу на тему «Декрет II Ватиканского собора об экуменизме (содержание, разбор документа)». Спустя один год он успешно защитил в Московской Духовной Академии кандидатскую диссертацию на тему «Понтификат папы Павла VI».
К 1991 году оказался в числе ближайшего окружения первого президента Грузии Звиада Гамсахурдия, известного своей ультранационалистической и антиосетинской политикой. После того как в декабре 1991 года был организован военный заговор, ставивший задачу смещения Гамсахурдия с поста президента, последний бежал из Грузии. По словам бывшего архиепископа Амвросия, члены военизированного формирования «Мхедриони», сыгравшего ключевую роль в смене политического руководства Грузии, применяли по отношению к нему меры физического и морального воздействия, что вынудило его покинуть Грузию. Некоторое время архиепископ Амвросий продолжал сопровождать Звиада Гамсахурдиа сначала в Армении, а затем в Чечне, где тот скрывался от грузинских спецслужб. Был единственным духовным лицом, сопровождавшим Гамсахурдия в эмиграции.
12 мая 1992 года Священный синод Грузинской православной церкви за оставление своей епархии уволил его на покой.

### Раскольническая деятельность
Не видя для себя возможным возвращение в Грузию, Амвросий переехал в Россию и изъявил желание войти в Русской Православной Церкви Заграницей. Его прошение было отклонено в 1996 году на Архиерейском Соборе РПЦЗ.
28 марта 1997 года присоединился к неканонической «Российской Истинно-Православной Церкви», которая на тот момент входила в состав неканонической Украинской Автокефальной Православной Церкви во главе с «патриархом Киевским» Димитрием (Ярёмой). Уже через два дня, 30 марта 1997 года, по настоянию архиепископа Амвросия был рукоположён приехавший с ним архимандрит Моисей (Ходжава), с титулом епископа Гайната и Имерети. Хиротонию совершили архиереи РИПЦ: епископ Иоанн (Модзалевский), епископ Стефан (Линицкий) и архиепископ Амвросий (Катамадзе).
26 мая 1997 года вместе с епископом Стефаном (Линицким), живший в Москве, и епископом Серафимом (Кучинским), приехавший из Псковской области, объявил, что принимают на себя управление Московской епархией, и создали Совет преосвященных московских викариев. Епископ Иоанн Московский был лишён власти над приходами в Москве, за исключением собственного домового храма.
В июне 1997 года была распространена информация о том, что создана Грузинская истинно-православная церковь под омофором УАПЦ. Епископ Моисей выехал в Грузию для организации «катакомбных» приходов. Основание Грузинской ИПЦ произошло без благословения Патриарха Киевского. Это событие мгновенно осложнило для УАПЦ и без того трудные переговоры с Константинополем. По этой причине верный УАПЦ епископ Иоанн (Модзалевский) созвал в июне 1997 году Собор «Российской Истинно-Православной Церкви», на котором подверг запрещению в священнослужении всех остальных «иерархов» данной неканонической юрисдикции. Реагируя на произошедшее, архиепископ Амвросий (Катамадзе) и епископ Стефан (Линицкий) провели 26 июня 1997 года собственный Архиерейский Собор на котором провозгласили отделение РосИПЦ от УАПЦ, признали Московский Патриархат «безблагодатным» сообществом, а также заявили о лишении священного сана Иоанна (Модзалевского).
Обретя самостоятельность, РосИПЦ стала принимать в свой состав различных деятелей неканонического православия: 21 сентября 1997 года через перерукоположение был принят бывший «иерарх» «Украинской Православной Церкви Киевского Патриархата» Рафаил (Прокопьев). В феврале 1998 года к «Российской Истинно-Православной Церкви» присоединились рукоположённые во «Временном Церковном Управлении Российской Православной Свободной Церкви» епископы Арсений (Тихомиров-Киселев) и Александр (Миронов). В 1997 году было рукоположено ещё 2 иерарха, а в 1998 году — ещё 4.
8 октября 1998 года Священный Синод Грузинской православной церкви за раскольническую деятельность лишил его сана.
В 1998 году в «Российской Истинно-Православной Церкви» встал вопрос об учреждении должности Местоблюстителя Патриаршего Престола и Первоиерарха РосИПЦ, что породило конкуренцию и обострило противоречия среди «епископата». После того, как в результате голосования Первоиерархом РосИПЦ был избран архиепископ Рафаил (Прокопьев), наделённый титулом «митрополита», не признавший этого Амвросий вместе с «архиепископом Владимирским и Муромским» Арсением (Киселёвым), «архиепископом Казанским и Марийским» Александром (Мироновым), «архиепископом Гельсингфорсским и Прибалтийским» Назарием (Катамадзе) «епископом Пензенским и Симбирским» Тихоном (Киселёвым) весной 1999 года создали собственную неканоническую юрисдикцию во главе с Амвросием (Катамадзе), известную как РосИПЦ(Амвросия).
В ответ на это на Архиерейском Соборе рафаиловской «Российской Истинно-Православной Церкви», проходившем 22 января 1999 года, «митрополит» Амвросий был лишён сана, а на «Архиерейском» Соборе РосИПЦ, проходившем 13 марта того же года, он был анафематствован.
Не признав правомочности этих решений, «митрополит» Амвросий (Катамадзе) продолжил возглавление основанной им религиозной организации, в которой он был наделён титулом «митрополита Московского и Коломенского». «Российскую Истинно-Православную Церковь» юрисдикции митрополита Амвросия (Катамадзе) на протяжении всего недолгого периода её существования характеризовала заметная кадровая нестабильность. Уже в конце ноября 1999 года из состава РосИПЦ (Амвросия) вышли Арсений (Киселёв), Александр (Миронов) и Тихон (Киселёв). В 2003 году Николай (Модебадзе) вошёл в юрисдикцию «Православной Церкви России» («Истинно-Православной Церкви»), возглавляемой Рафаилом (Прокопьевым), а Назарий (Катамадзе) после этого отошёл от архиерейского служения, что означало распад неканонической структуры, возглавляемой Амвросием (Катадзе).

### Возвращение в Грузию и покаяние
В ноябре 2003 году, когда подал в отставку второй президент Грузии Эдуард Шеварднадзе, у Амвросия (Катамадзе) возникло желание вернуться в Грузию. В июне 2004 году он подал в Комиссию по национальному согласию Грузии прошение о реабилитации. В связи с поступившим прошением о реабилитации министр Абсандзе отправил католикосу-патриарху Илии II чрезвычайное обращение, в котором просил реабилитации и восстановления в правах бывшего архиепископа Амвросия. Абсандзе просил патриарха Илию II не расценивать данное обращение как вмешательство государства в дела Церкви. «Мы руководствуемся только и только принципом достижения национального согласия».
27 июня 2005 года Священный синод, проходивший под председательством католикоса-патриарха всея Грузии Илии II, постановил определить бывшему епископу Никорцминдскому покаяние, а также выделить материальное содержание. После прохождения чина покаяния Амвросий (Катамадзе) был принят в юрисдикцию Грузинской православной церкви в качестве монаха.

### Смерть и похороны
Как сообщал приближённый к нему Мамука Сухишвили, бывший архиепископ Амвросий, как духовный наставник и соратник Гамсахурдия, подвергался преследованию, ему угрожали убийством. Во время последней встречи с бывшим архиепископом Амвросием, пришедшим поддержать грузинских писателей, корреспондент «Интерпрессньюс» стал свидетелем того, как Амвросий отказал одному из присутствующих в просьбе крестить новорождённого, сказав, что «через неделю меня уже не будет на этом свете».
Скончался 27 ноября 2008 года. Тело бывшего архиепископа Амвросия было найдено в его квартире в Тбилиси его сыном, священником Нодаром Катамадзе.
Тело было положено в Тбилисском кафедральном соборе Пресвятой Троицы. 2 декабря 2008 года отпевание иерарха совершил католикос-патриарх всея Грузии Илия II после чего останки вынесли из собора и предали земле в Шио-Мгвимском монастыре.
Медицинская экспертиза спустя сорок дней после смерти бывшего Амвросия (Катамадзе) подтвердила, что в его крови содержание углекислоты (CO) составляло 67 %. При том, что правилом жизни для покойного было избегать газовых отопительных установок. Ванная, в которой он был обнаружен мёртвым, обогревалась с помощью электричества. Еженедельник «Хроника» сделал из этого вывод, что Амвросий (Катамадзе) был отравлен тем же угарным газом, который был назван официальной причиной смерти премьер-министра Зураба Жвания.